# Paragambrus sapporonis
Paragambrus sapporonis là một loài tò vò trong họ Ichneumonidae.